# Nigel Quashie
Nigel Francis Quashie (* 20. Juli 1978 in Nunhead) ist ein ehemaliger schottischer Fußballspieler.
Er begann seine Karriere in London bei den Queens Park Rangers. Im Dezember 1995 debütierte er gegen Manchester United im Old Trafford. Zur Saison 1998/99 wechselte er für £2,5 Millionen zu Nottingham Forest, für die er in zwei Jahren zwei Tore in 43 Partien schoss. Im August 2000 überwies der FC Portsmouth £600.000 für den Mittelfeldakteur. Portsmouth war bisher die längste Station seiner Karriere, er blieb dort von 2000 bis 2005, absolvierte 148 Spiele und schoss 13 Tore.
In der Saison 2005/06 spielte er für den FC Southampton, wechselte für eineinhalb Jahre zu West Bromwich Albion und anschließend zu West Ham United. Im Oktober 2008 entschieden sich die Hammers, Quashie zur Sammlung von Spielpraxis auszuleihen und ließen ihn dazu bis Januar 2009 für den Zweitligisten Birmingham City spielen und im direkten Anschluss bis zum Saisonende 2008/09 für den späteren Zweitligameister Wolverhampton Wanderers – gegen die er noch für Birmingham City am 13. Januar 2009 im FA Cup gespielt hatte.
Am 22. Januar 2010 wechselte er ablösefrei von West Ham United zu seinem Stammverein, den Queens Park Rangers. Ab Sommer 2010 war er mehr als ein Jahr ohne Verein, ehe ihn der isländische Zweitligist ÍR Reykjavík unter Vertrag nahm. Nach dem Abstieg am Ende der Spielzeit 2012 wechselte er zu Ligakonkurrent BÍ/Bolungarvík. Nach dem Abstieg 2015 beendete er seine Laufbahn.
Nachdem er einige U21-Länderspiele für England machte, wechselte er den Verband als ihm Berti Vogts die Chance gab für Schottland zu spielen. Er debütierte gegen Estland, in seinem zweiten Spiel gegen Trinidad & Tobago erzielte er beim 4:1-Sieg ein Tor.